# Urospora cionae
Urospora cionae is een soort in de taxonomische indeling van de Myzozoa, een stam van microscopische parasitaire dieren. Het organisme komt uit het geslacht Urospora en behoort tot de familie Urosporidae. Urospora cionae werd in 1872 ontdekt door Lankester.